# カラーテレビゲーム
カラーテレビゲーム（Color TV-Game）は、任天堂が1977年に同社としては初めて発売した家庭用の据え置き型テレビゲーム。

## 概要
1977年7月、任天堂が発売した初の家庭向けテレビゲームで100万台を売り上げた。元は電卓メーカー「システック」と三菱電機が共同開発していたものであり、システックが倒産したのを受け、三菱電機が任天堂に企画を持ち込み、さらに改良を加えて発売までに至った。「カラーテレビゲーム15」とも呼ばれ、廉価版「カラーテレビゲーム6（カラーテレビゲームシックス）」と共に発売された。
内容は主に『ポン（PONG）』に代表されるテニスまたは卓球ゲームの類で、「テニスA」「テニスB」「ホッケーA」「ホッケーB」「バレーA」「バレーB」「ピンポン」「射撃ゲーム」の計8つのスイッチがあり、1人用の「射撃ゲーム」以外は2人用で、さらに各プレイヤーが操作するチームの人数としてシングルス/ダブルスを選択し、合計で15種類となる。ケーブルで本体に接続されたコントローラーが2個あり、それぞれのプレイヤーはコントローラーを手に持って操作することもできた。
この当時、テレビゲームのソフトウェアは本体に内蔵された電子回路で構成された物で、現在のゲーム機のようにCPUにプログラムを与えて画像を表示したりする物ではないために、ソフトウェアを交換する事はできず、スイッチの切り替えでゲームの内容を電子回路の切り替えによって変更していた。これを家庭用のテレビ受像機に接続して遊ぶ。
テニスゲームやブロック崩しの操作といえば可変抵抗器を使用したボリュームタイプのコントローラーが広く知られているが、初期型（Model CTG-15S 黄色筐体）ではつまみにマイクロスイッチが内蔵されていた。これは少しひねるだけでよかったが、パドルを等速でしか動かすことができず素早い動きに対応できなかった。この入力方式はアーケードゲーム機の『コズミックモンスター』（当時のユニバーサル、『スペースインベーダー』のコピー）筐体付属のコントローラーでも採用されている。改良型（Model CTG-15V オレンジ色筐体）ではボリューム式に変更された。
後発のカラーテレビゲームシリーズとの共用が可能なACアダプターはまったく同じ品番で大きさと定格入力容量が異なる2種類が存在する。

## 歴史

### 背景
1970年代後半までに、任天堂は玩具やかるたから急成長するビデオゲーム市場へと軸足を移した。この判断は、タイトーのアーケードビデオゲーム『スペースインベーダー』（1978年）の大ヒットや、1973年のオイルショックにより玩具の製造が高コストとなったことに基づいている。任天堂が初めてビデオゲームに参入したのは、1978年のアーケードゲーム『Computer Othello』である。その後、『シェリフ』や『スペースフィーバー』、『EVRレース』などが続いた。これらの多くは商業的には成功しなかったが、任天堂はビデオゲームを次の主要市場とみなすようになった。また、家庭用ゲーム機市場も盛り上がり、特に北米ではアタリの『Pong』システム（1972年）が登場したことで人気が高まった。その成功から多くの企業が同様のテレビテニスゲームに参入し、市場は急速に拡大した。任天堂もこの人気を日本に持ち込むため、独自のPong型家庭用ゲーム機を発売した。
カラーテレビゲームシリーズは、任天堂開発第部（R&D）と三菱電機の共同開発で製造された。任天堂は電子機器の生産経験がなく、従来からEVRレースの生産を三菱に委託していたため、今回も同様であった。最初の2機種「カラーテレビゲーム6」と「カラーテレビゲーム15」については、任天堂はマグナボックスからライセンスを取得し、自社のPongクローン家庭用ゲーム機を開発・製造した。マグナヴォックスはマグナボックス・オデッセイ用にPongの元となるコンセプトを開発し、それをアタリがアーケード用として模倣したのである。この件でマグナボックスはアタリほかPong型ゲーム機メーカーを著作権侵害で訴えた。任天堂社長の山内溥は、紺ソールを迅速かつ安価な部品で生産し、消費者に低価格で提供することで競争優位を得ることを目指していた。6と15はシンプルな構造であったため、製造にかかる時間も短かった。三菱は発売前にマイナーな変更や修正を加えた。

### 後発の悩み
任天堂は家庭用テレビゲーム業界では、むしろ後発の部類に入るメーカーで、当時は自社内にもテレビゲームの開発ができるスタッフも揃っていなかったという。
本製品に先んじる事2年のエポック社がテレビテニスで主流を作っていた市場にあっては同製品が2万円前後という値段のため、後発メーカーとしては価格で勝負するしかなく、ゲーム機としての機能を削りに削ってとにかく安く作り上げ、それでも完全な赤字で製造・販売された「6」と、やや他社製品より安いが採算の取れる「15」で攻勢をかける事となった。
実際は「6」も「15」も中身（電子回路や基板）は基本的に同じ物が入っており、「15」の機能を後から手を加えて表面上利用できないようにしたのが「6」である。2万円が1万5,000円になっても大きなインパクトはないが、1万円を切っていれば印象が全く違う。そこで「6」で客の目を引きつけ、その上で沢山遊べる「15」の方を選ばせるという二段構えの戦術を取り、多少の赤字には目をつぶるという狙いがあった。また同じように参入を狙っていた他社は9,800円のライバルに二の足を踏み、手を出す事ができなかったといわれている。ほとんど啖呵売の世界であるが、結果的にこの狙いは的中することになる。
なおエポック社は先発メーカーの強みもあって、任天堂の発売に触発されて同年に同じ価格帯で4人対戦も可能で射撃ゲームも楽しめた製品「システム10」とその廉価版の「M2」を投入したが、それでも任天堂の製品は、そのコンパクトで扱いやすいことから一定の評価を獲得していた。
この時代、テレビゲームといえば本製品のようなPONGクローンとも呼ばれるテニスゲーム以外にも、様々なゲームへと多様化して行く過渡期にあったが、この「6」と「15」の合計で約80 - 100万台（諸説あり）を売り上げる結果となり、後に任天堂の「安価なハードウェアで売り抜け」路線を決定付ける事となる。

### カラーテレビゲーム6（1977年）

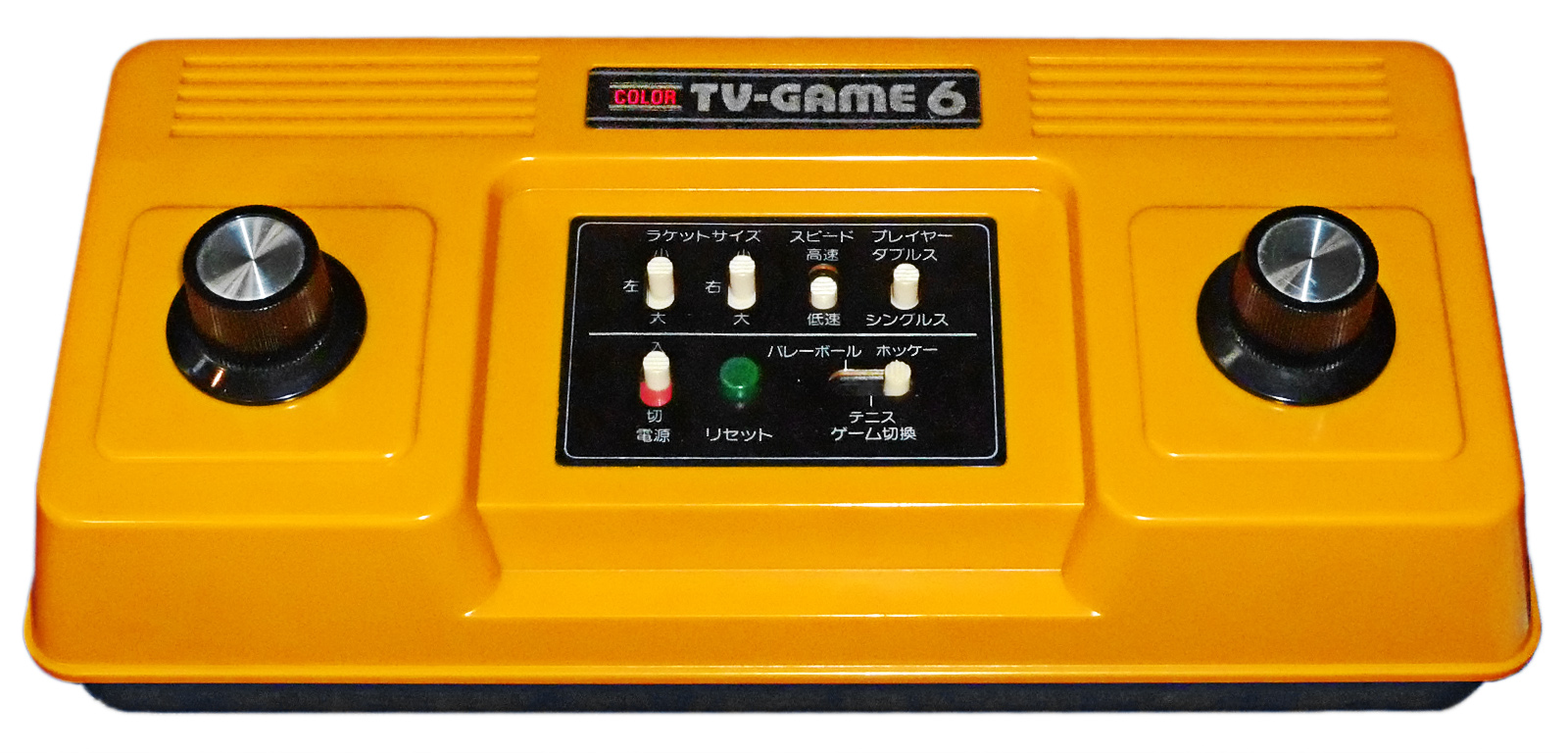
カラーテレビゲーム6

カラーテレビゲーム6は1977年6月1日に発売された。価格は9,800円であり、競合他社のシステムよりも大幅に安価であった。任天堂はこれをマーケティング戦略として活用した。この機種には、「Pong」のバリエーション6種が収録されており、追加パドルの搭載、パドルサイズの縮小、画面中央のディフレクトシールド追加などの違いがある。電池駆動のほか、別売のACアダプタでも動作する。発売直後、外装をクリームホワイトに、アダプタ端子を廃した改良版も登場した。また、食品会社ハウス食品と提携した「ハウスシャンメン」プロモーションモデルも存在する。外観はオリジナルと同一だが、筐体にハウスシャンメンのロゴが付いている。数量は極めて少なく、非常に希少である。シャープは自社テレビとのセット用に、濃いオレンジ色の6を製造した。
テレビゲーム6では「バレーボール」「ホッケー」「テニス」のシングルス/ダブルスのみで、テレビゲーム15のゲームスイッチ（遊べるゲームの数）を9つも省いてあり、ゲームコントローラーも本体直付けだったため、定価で5000円以上の価格差があった「15」のほうが人気が高かった。これは任天堂の販売戦略によるものとされている。価格は廉価版だった「6」が定価9,800円、「15」の方が15,000円である。

### カラーテレビゲーム15（1977年）

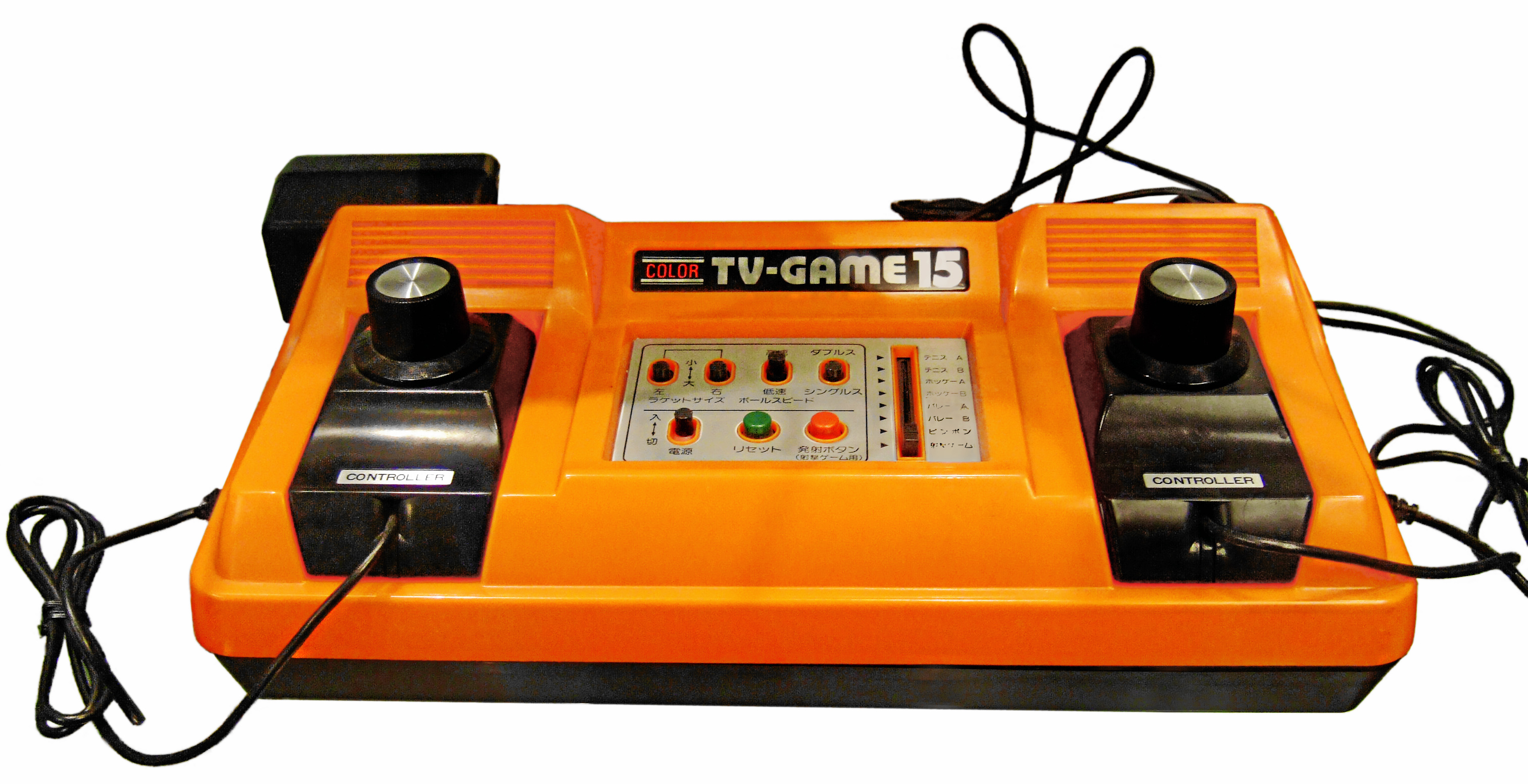
カラーテレビゲーム15

その1週間後、6月8日に任天堂はカラーテレビゲーム15を発売した。価格は15,000円で、カラーテレビ6と比べて約50%高価だった。本質的にカラーテレビ15はテレビゲーム6の強化版であり、両機種とも同じ15種類のゲームを持つが、カラーテレビゲーム6では改造を行わなければ6種類しか遊ぶことができない。カラーテレビゲーム15は取り外し可能なコントローラを持ち、本体の小型収納部に格納できる設計になっている。任天堂は15の第2モデルも生産しており、赤みがかったオレンジ色の筐体を採用し、より長く生産され、現存数も多い。シャープはホワイトカラーのバージョンを製造し、「カラー テレビゲームXG-115」と改名して販売した。

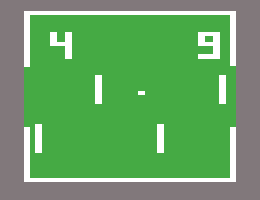
カラーテレビゲーム15、カラーテレビゲーム6のゲーム画面例

## 後続製品
本製品の好調な売り上げにより任天堂は、本格的なテレビゲーム業界参入を果たす。下記のゲーム機は三菱電機との共同開発であり、そこで培われた経験と人脈が後の「ファミリーコンピュータ」の開発に生きることになる。
「コンピュータTVゲーム」以外はいずれも「カラーテレビゲーム」ブランドを冠している。

### レーシング112（1978年）

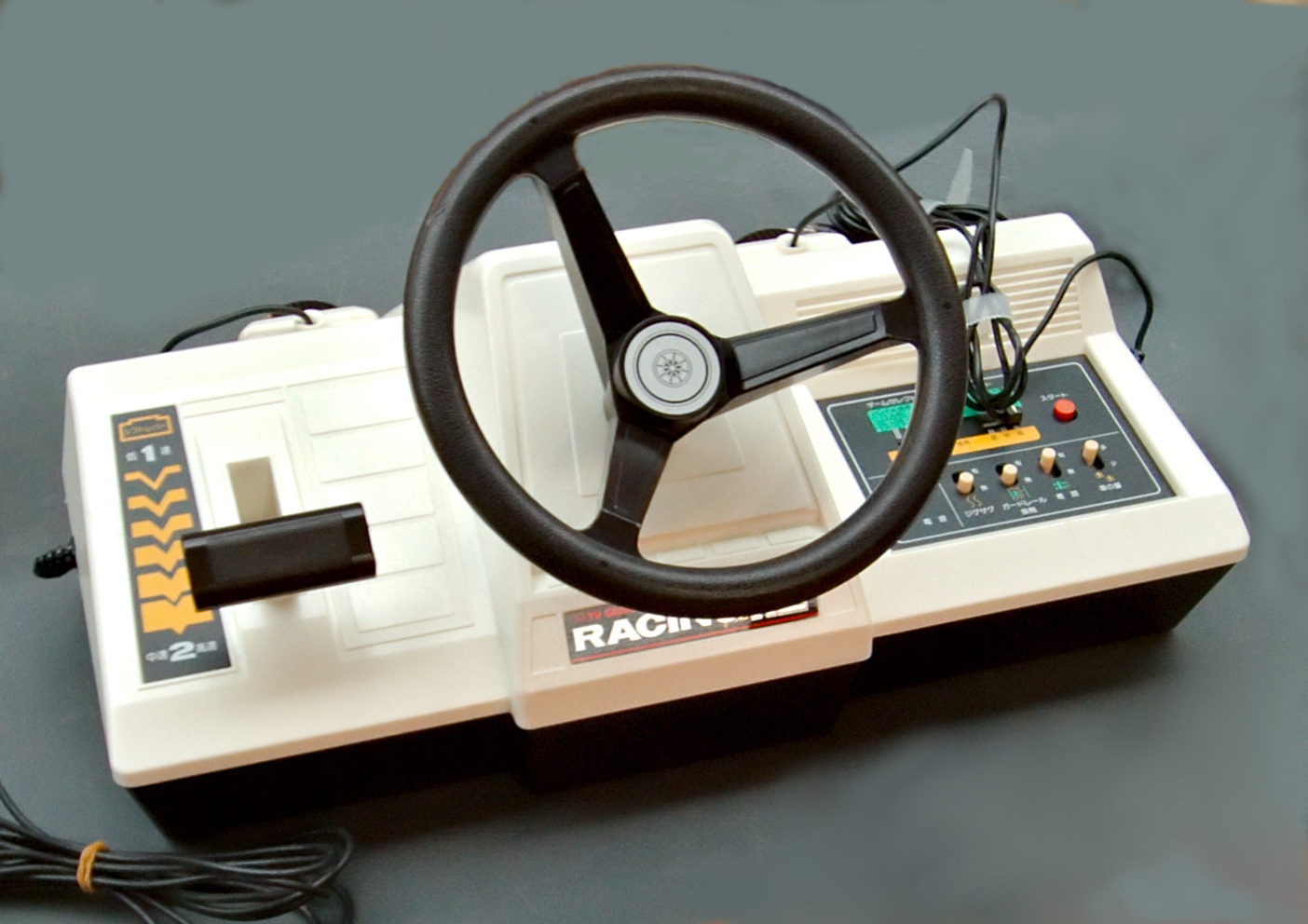
レーシング112

3番目の機種であるレーシング112は1978年6月8日に発売したトップビューのレーシングゲーム。本体中央に大型のハンドルと、その左横に2速のシフトレバーが取り付けられていたが、アクセルはないのでシフトレバーでスピードが2段階に変更できるだけである。112種類のゲームが遊べるという触れ込みだったが、内容は同一のレースゲームが設定の組み合わせで112通りのバリエーションになるだけで、消費者に飽きられるのも早かったとされる。本体はそれまでの2機種よりも格段に大きく、梱包箱も大きくなっている。当初価格は18,000円だったが12,800円などに下げ、販売台数は約16万台程だった。
その後さらに5,000円まで値下げされた。輸送用の箱をこれ以上大型化しないため、ハンドル部分は本体から取り外し可能な構造となっている。内蔵ゲームは、タイトーが1974年に発売したアーケードゲーム『スピードレース』に似たトップダウン型レースゲームである。バリエーションとして、画面幅を狭くしたものや、対戦相手がより速く動くものなどがあり、組み合わせは合計112通りに及ぶ。本体には2つのパドルコントローラも付属しており、対戦プレイにも対応している。

### ブロック崩し（1979年）

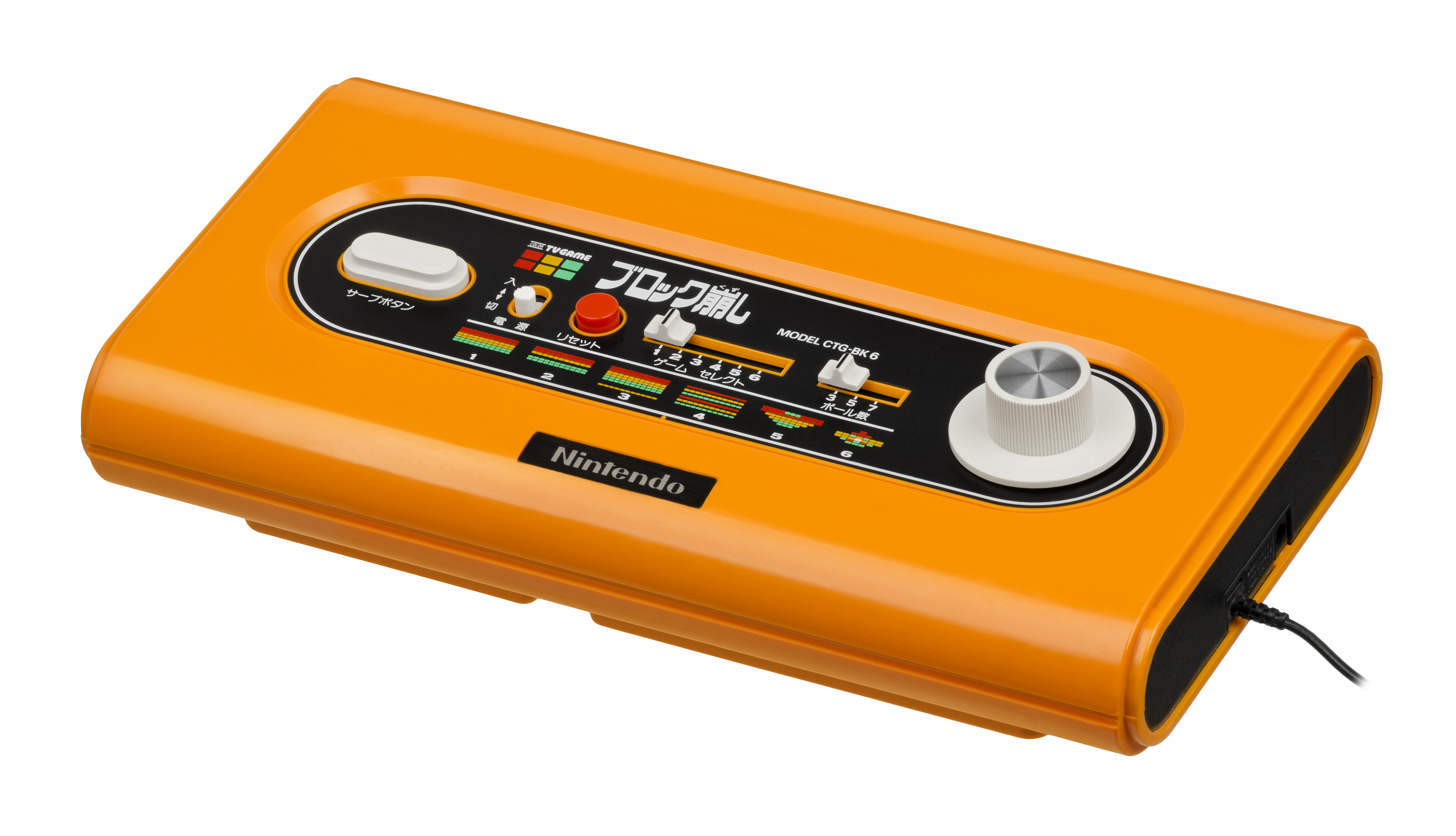
ブロック崩し

ブロック崩しは1979年4月23日に発売された。1979年3月末にゲームセンターで人気を博したアタリのブロック崩し（ブレイクアウト）を家庭向け製品に発売したゲーム。任天堂が初めて自社開発した製品であるが、開発に手間取り販売時期が遅れたため売り上げは伸び悩み、販売台数は約40万台だったという。
価格は13,500円だった。このゲーム機ではゲーム大会も行われた。本機は任天堂が自社生産を担当し、任天堂ブランドを前面に押し出している。本体には、アタリがアメリカで発売したアーケードゲーム『ブレイクアウト』のバリエーションが6種類収録されている。任天堂は1978年、日本のアーケード向けに『ブロックフィーバー』という『ブレイクアウト』のクローンもリリースしていた。競合他社であるエポック社は日本で「テレビブロック」を発売し成功を収め、その後任天堂を含む他社製品との競争が続いた。筐体デザインは『マリオ』の生みの親である宮本茂が担当した。宮本にとって、これは1977年に任天堂入社後初期のビデオゲームプロジェクトのひとつである。レーシング112とブロック崩しの内蔵ゲームは、出石武宏が設計した。任天堂はブロック崩しの販促のため百貨店で大会を開催し、勝者には賞状とメダルを贈った。

### コンピュータTVゲーム（1980年）

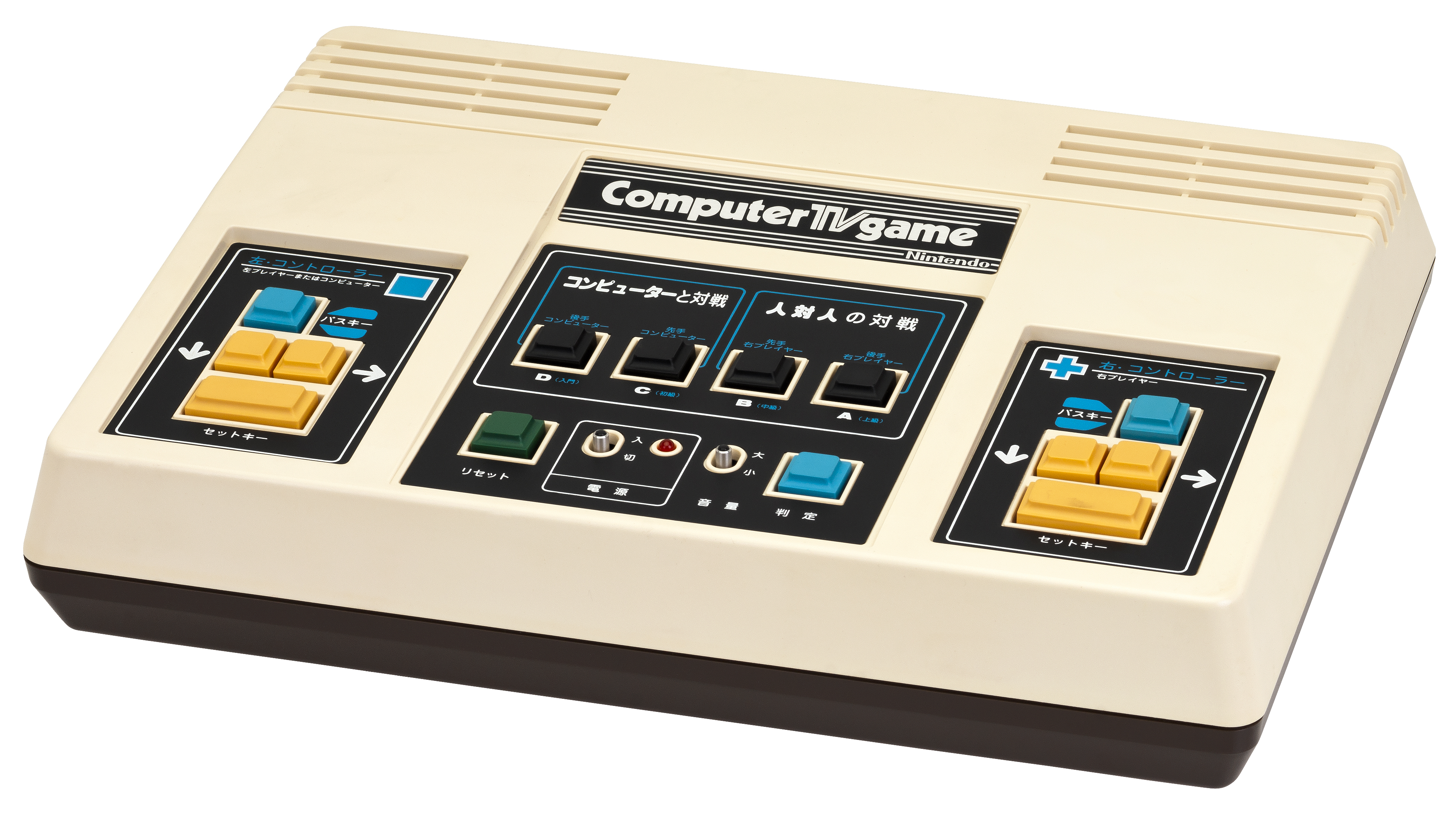
コンピュータTVゲーム

シリーズ最後の機種であるコンピュータTVゲームは1980年に発売されたゲームセンターの対戦型アーケードゲーム「コンピュータオセロゲーム」を家庭向き製品に発売したゲーム。専用ゲーム機ブームの終焉が迫っていたため、生産台数はごく少なく、現在では極めて希少である。
基板はアーケードの物を流用している。専用のACアダプタは他のカラーテレビゲームとは違い、重量が2 kgもある。電子オセロゲーム一種類しか遊ぶことが出来ない上に価格も48,000円と任天堂のゲーム機にしてはとても高価だった事が裏目に出てしまい、史上最悪の売り上げを記録する結果になった。流通量が極端に少なく『幻のテレビゲーム』とも呼ばれている。このゲーム機のアダプタの総重量は約2kgとなっている。
本体の白い筐体およびパッケージのデザインは再び宮本茂が手がけた。製造は社内で行われた。コンピュータ テレビゲームには『Computer Othello』のバージョンが収録されており、オリジナルのアーケード基板をベースにしている。そのため、当時としては珍しいアーケード完全移植となっている。カラー テレビゲームシリーズ全体は、数百本のカセット式ゲームライブラリを持つファミリーコンピュータ（1983年7月15日）へとバトンタッチして生産終了となった。任天堂はファミコンおよびその海外版であるNintendo Entertainment Systemを数百万台販売し、ビデオゲームハード市場での地位を確立した。

## 発売後の展開
カラーテレビゲームシリーズは任天堂にとって非常に成功し、商業的なヒットとなった。任天堂はカラーテレビゲーム6とカラーテレビゲーム15をそれぞれ100万台販売した。レーシング112とブロック崩しはそれぞれ50万台販売された。この成功は任天堂が家庭用ゲーム機市場の追求を続けるきっかけとなり、ファミリーコンピュータおよびNintendo Entertainment System（NES）の開発へとつながった。
Before Marioのエリック・ボスクイルは、カラーテレビゲームシリーズの成功の理由の一部として、競合よりもはるかに低価格であったことを挙げている。彼はこう書いている「三十5年以上、複数世代にわたる任天堂の何100万台も売れたゲーム機の進化を振り返れば、この瞬間こそ非常に大きな何かの始まりであるといえる」。2004年のクリス・コーラーの著書『Power-Up: How Japanese Video Games Gave the World an Extra Life』では、カラフルな筐体がゲーム機としての性能よりもむしろおもちゃに近かったことが成功に寄与したと指摘している。 『Kotaku』のルーク・プランケットは、任天堂が市場に初めて参入した重要性と次世代機に影響を与えた点を認めており、価格の低さが任天堂の「ゲーム機は利益を出して売るべきだ」という姿勢を確立した成功の要因だと述べている。 『PC Magazine』のベンジ・エドワーズは特にカラーテレビゲーム6とカラーテレビゲーム15の商業的成功が任天堂に市場への自信を与えたと指摘している。さらにブロック崩しは任天堂の重要人物である宮本茂のデビュー作でもあった。
任天堂はカラーテレビゲーム機およびその内蔵ゲームを他のシリーズでも言及している。アレイウェイはゲームボーイのローンチゲームであり、カラーテレビゲームのブロック崩しを基にしていると見なされている。ジェレミー・パリッシュはアレイウェイがブロック崩しをオマージュしているのは任天堂の企業ルーツに根ざしているからだと述べている。 『メイド イン ワリオ』にはレーシング112を基にしたミニゲームがあり、プレイヤーは5秒間動く車を避けなければならない。このミニゲームは9-Voltのステージに含まれており、古い任天堂のゲームを題材にしたミニゲーム群の一部である。カラーテレビゲーム6を基にしたミニゲームは『おどる メイド イン ワリオ』の9-Voltおよび18-Voltのステージにも登場する。アシストトロフィーとしてカラーテレビゲーム15を元にしたものが『大乱闘スマッシュブラザーズ for Nintendo 3DS / Wii U』およびその続編『大乱闘スマッシュブラザーズ SPECIAL』に登場する。召喚されると一対のパドルが現れボールをステージに打ち出し、触れたファイターにダメージを与える。2020年末には任天堂のニンテンドー3DS用ソフト『The Queen TV-Game 2』がカラーテレビゲームシリーズの名前の影響を受け、カラーテレビゲーム6を広くベースにしたゲームプレイを特徴としている。